# Lista de episódios de Trinity Blood
Esta lista apresenta os títulos em português dos episódios de Trinity Blood.
O tema de abertura é "Dress" por Buck-Tick e os temas de encerramento são "Broken Wings" e "TB No. 45 Resolution" por Tomoko Tane, este último apenas no episódio 24.

## Completo
01. Noite de Luta
02. Caça às Bruxas
03. A Estrela do Lamento I. A Cidade do Sangue
04. A Estrela do Lamento II.O Banquete do Caçador
05. Ontem, Hoje e Amanhã
06. O Dançarino da Espada
07. Terra do Nunca
08. Na Calada da Noite
09. Contagem elevada I. O campanário da ruína
10. Contagem elevada II. A Escolha de Lúcifer
11. Saíndo do Império
12. Os Perversos: I. A Noite dos Visitantes
13. Os Perversos: II. Chama da Traição
14. Os Perversos: III. A Marca do Pecador
15. Os senhores da noite I. O Retorno do Mensageiro
16. Os senhores da noite II. O Crepúsculo da Capital
17. Os senhores da noite III. A Ilha das Crianças Queridas Dela
18. Os senhores da noite IV. O Palácio de Jade
19. Os senhores da noite V. O Início da Peregrinação
20. O Trono das Rosas I. O Reino do Norte
21. O Trono das Rosas II. O Refúgio
22. O Trono das Rosas III.  O Lorde do Abismo
23. A Coroa Thorns I: Cidade no Nevoeiro 
24. A Coroa Thorns II: O Peso do juramento final